# Estanislau Reynals i Rabassa
Estanislau Reynals i Rabassa (Calella, 29 d'octubre de 1822 - 1 de maig de 1876), fou un advocat i escriptor català. Catedràtic i Rector de la Universitat de Barcelona

## Biografia
Fill d'Isidre Reynals Blanch, capità de nau, i de Caterina Rabassa Vergés, tots dos naturals de Calella. Es llicencià en dret a la Universitat de Barcelona, on hi va guanyar la càtedra de dret i hi exercí com a rector el 1875-1876. A instàncies de Joan Mañé i Flaquer i Manuel Duran i Bas, des del 1849 col·laborà al Diari de Barcelona, on hi fou exponent defensor d'Unió Liberal i un dels precursors del conservadorisme a Catalunya, contrari al centralisme liberal i al divorci.
L’any 1854 redactà un informe per encàrrec de l'Institut Agrícola Català de Sant Isidre sobre la creació de societats agrícoles. L’any 1856 va ser nomenat secretari de l'Ajuntament de Barcelona, càrrec en el qual destacà per la publicació d’ordenances municipals. L’any 1863 va ser oficial del ministeri d'Ultramar. Acadèmic de la Reial Acadèmia de Bones Lletres (1853); el 1850 ingressà en l'Acadèmia de Jurisprudència i Legislació de Catalunya, que arribà a presidir dos cops, i el 1871 presidí els Jocs Florals de la Llengua Catalana. Relacionat amb el moviment de la Renaixença.
Juntament amb Joan Mañé i Flaquer fou redactor d’El Locomotor; va col·laborar a El bien público i fou redactor del Diari de Barcelona. Precursor del conservadorisme polític català. Va morir a Barcelona l'any 1876. Casat amb Paula Mallol van ser avis de Eudald Duran i Reynals, Estanislau Duran i Reynals, Raimon Duran i Reynals, i Francesc Duran i Reynals.

## Publicacions
- Reynals y Rabassa, Estanislao. Apuntes de legislación comparada : en conformidad con las esplicaciones dadas de esta asignatura . Barcelona : Imp. de El Porvenir, 1874. Disponible a : Catàleg de les biblioteques de la UB

- Reynals y Rabassa, Estanislao. Elogio fúnebre del Dr. D. Ramón Martí de Eixalá : que en la sesion publica celebrada por la Academia de Buenas Letras y la Sociedad Económica de Amigos del País, el 10 de enero de 1858. Barcelona : Imprenta Nueva, de Jaime Jepús y Ramón Villegas, 1858. Disponible a: Catàleg de les biblioteques de la UB

- Reynals y Rabassa, Estanislao. La Libertad de cultos y el matrimonio civil*. Barcelona : Imp. del Diario de Barcelona, 1870. Disponible a : Catàleg de les biblioteques de la UB

- Reynals y Rabassa, Estanislao. La desamortización y los gremios. Barcelona : Establecimiento Tipográfico de Narciso Ramirez, 1860. Disponible a: Biblioteca de la Reial Acadèmia de Ciències i Arts de Barcelona[Enllaç no actiu]